# Sarras
Cet article possède un paronyme, voir Arras.
Ne doit pas être confondu avec Sarras (légende arthurienne).
Sarras [saʁa] est une commune française située dans le département de l'Ardèche, en région Auvergne-Rhône-Alpes.
Son territoire est situé, au bord du Rhône, dans le nord du département, non loin d'Annonay et elle est une des communes adhérentes à la communauté de communes Porte de DrômArdèche positionnée sur les deux départements de la Drôme et de l'Ardèche.

## Géographie

### Situation et description

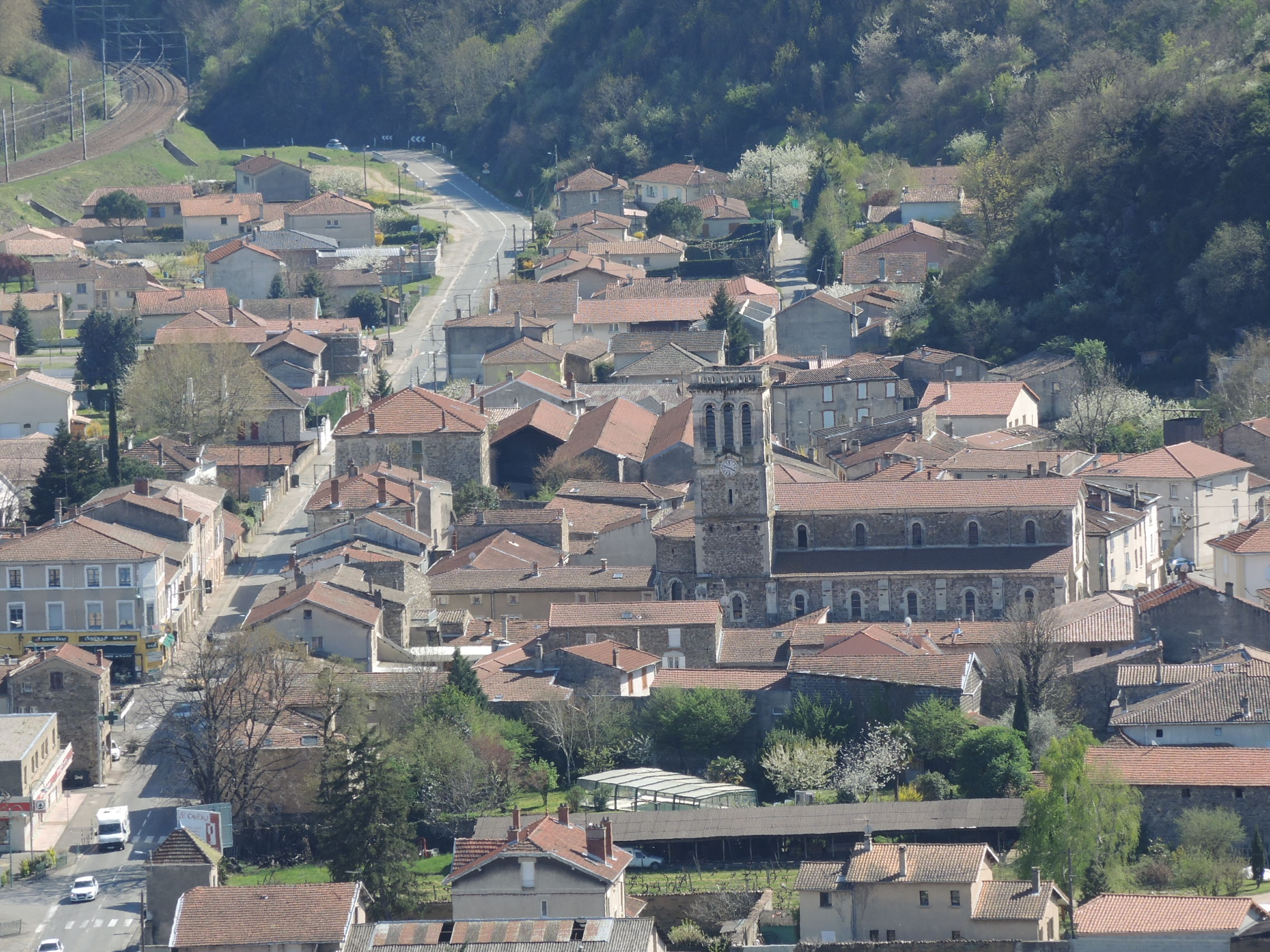
Un village qui s'est beaucoup développé autour de la route nationale 86.

Sarras est située au bord du Rhône, en face de la ville de Saint-Vallier. À cet endroit, la vallée du Rhône est encaissée sur ses deux versants, la hauteur des plateaux dépassant les 200 mètres au-dessus du fond de vallée. Les pentes sont couvertes de vignes et de forêts plus ou moins clairsemées.
La commune a pour limites, à l'est, le cours du Rhône, navigable. Au nord, la Cance constitue sa limite avec les communes d'Andance et de Talencieux, puis, au nord-ouest, c'est la rivière d'Ay qui la sépare de la commune d'Ardoix, jusqu'aux abords du village d'Ardoix. La partie sud de la commune occupe la rive et les coteaux du Rhône jusqu'aux abords des communes d'Eclassan et d'Ozon.
La rivière d'Ay se jette dans le Rhône au niveau de la commune comme la Cance qui borde sa limite septentrionale.

### Communes limitrophes
Sarras est limitrophe de sept communes, dont cinq sont situées dans le département de l'Ardèche et deux dans le département de la Drôme. Elles sont réparties géographiquement de la manière suivante :

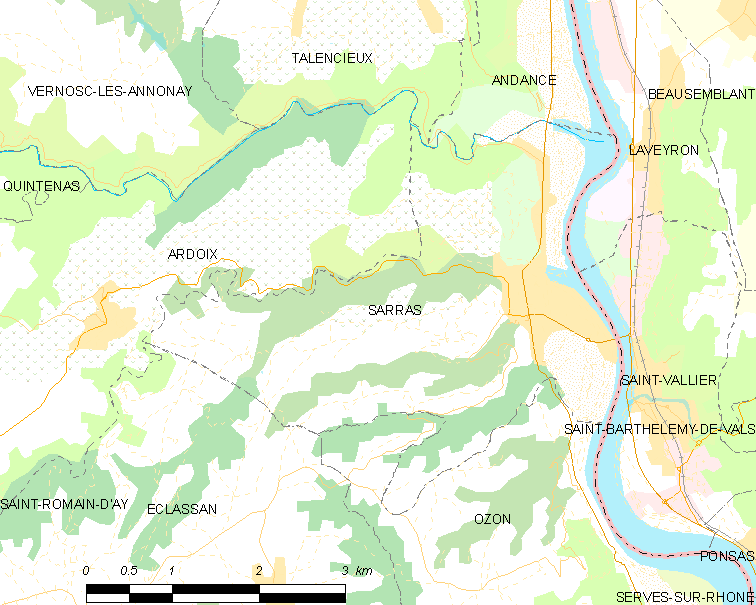
Carte de la commune de Sarras et des proches communes.

### Géologie et relief
Le long du Rhône, avec la protection d'une digue depuis 1972, la partie plaine est favorable aux cultures fruitières. Le village s'est installé plus à distance, au pied des premiers coteaux. Une grande partie de ces reliefs permet la production d'un vin de qualité en AOC Côtes du Rhône Saint-Joseph. Au nord de la commune, la colline de Revirand, plus aride, a l'intérêt d'abriter des espèces végétales rares, dont la protection a été confiée au conservatoire d'espace naturel de la région Rhône-Alpes.

### Climat
Pour des articles plus généraux, voir Climat d'Auvergne-Rhône-Alpes et Climat de l'Ardèche.
En 2010, le climat de la commune est de type climat du Bassin du Sud-Ouest, selon une étude du CNRS s'appuyant sur une série de données couvrant la période 1971-2000. En 2020, Météo-France publie une typologie des climats de la France métropolitaine dans laquelle la commune est dans une zone de transition entre le climat de montagne et le climat méditerranéen et est dans la région climatique  Moyenne vallée du Rhône, caractérisée par un bon ensoleillement en été (fraction d’insolation > 60 %), une forte amplitude thermique annuelle (4 à 20 °C), un air sec en toutes saisons, orageux en été, des vents forts (mistral), une pluviométrie élevée en automne (250 à 300 mm). 
Pour la période 1971-2000, la température annuelle moyenne est de 12,5 °C, avec une amplitude thermique annuelle de 17,9 °C. Le cumul annuel moyen de précipitations est de 825 mm, avec 7,4 jours de précipitations en janvier et 5,4 jours en juillet. Pour la période 1991-2020, la température moyenne annuelle observée sur la station météorologique de Météo-France la plus proche, « Saint-Barthélemy-V_sapc », sur la commune de Saint-Barthélemy-de-Vals à 6 km à vol d'oiseau, est de 12,7 °C et le cumul annuel moyen de précipitations est de 860,4 mm,. Pour l'avenir, les paramètres climatiques de la commune estimés pour 2050 selon différents scénarios d'émission de gaz à effet de serre sont consultables sur un site dédié publié par Météo-France en novembre 2022.

### Hydrographie.
La commune est limitrophe du Rhône, dont le cours a été canalisé et les berges renforcées en 1972. Elle possède la rive droite de la Cance qui se jette dans le Rhône au nord du quartier de Silon.
La rivière l'Ay se jette dans le Rhône au nord du village. Les abords du confluent ont été aménagés pour le séjour et la promenade aux abords du complexe sportif. Plus en amont, l'Ay s'écoule dans des gorges abruptes.
Le ruisseau de Sarras traverse le centre du village ancien avant de se jeter dans le contre-canal du Rhône.

### Voies de communication et transports.
Sarras est traversée par l'ex-RN 86, qui a été déclassée en départementale 86 en 2005.
Pendant longtemps, la traversée du Rhône a été assurée par deux bacs à rames, l'un au port de Silon, l'autre en face de Saint-Vallier sud, au port du Roure. Le bac de Silon est ensuite devenu un bac à traille. Un pont suspendu a été ensuite construit en 1835 entre Sarras et Saint-Vallier. Un nouveau pont en béton l'a remplacé en 1972.
La voie cycliste ViaRhôna passe sur la commune en longeant le Rhône depuis, au nord, le pont de Saint-Vallier. En venant du nord, il s'agit du point d'entrée de la voie dans le département de l'Ardèche. Une aire d'accueil y a été aménagée. La voie descend ensuite vers le sud jusqu'à la commune d'Ozon en suivant le Rhône au plus près possible.
La commune est reliée à Annonay, Tournon et Valence par la ligne 3 du réseau de bus du Sept.

## Urbanisme

### Typologie
Au 1er janvier 2024, Sarras est catégorisée petite ville, selon la nouvelle grille communale de densité à 7 niveaux définie par l'Insee en 2022.
Elle appartient à l'unité urbaine de Saint-Vallier, une agglomération inter-départementale dont elle est ville-centre,. Par ailleurs la commune fait partie de l'aire d'attraction de Saint-Vallier, dont elle est une commune du pôle principal,. Cette aire, qui regroupe 9 communes, est catégorisée dans les aires de moins de 50 000 habitants,.

### Occupation des sols
L'occupation des sols de la commune, telle qu'elle ressort de la base de données européenne d’occupation biophysique des sols Corine Land Cover (CLC), est marquée par l'importance des territoires agricoles (46,4 % en 2018), en diminution par rapport à 1990 (50,7 %). La répartition détaillée en 2018 est la suivante : 
forêts (30,7 %), zones agricoles hétérogènes (26,8 %), cultures permanentes (18,2 %), zones urbanisées (11,1 %), milieux à végétation arbustive et/ou herbacée (6,7 %), eaux continentales (5,1 %), prairies (1,3 %).
L'évolution de l’occupation des sols de la commune et de ses infrastructures peut être observée sur les différentes représentations cartographiques du territoire : la carte de Cassini (XVIIIe siècle), la carte d'état-major (1820-1866) et les cartes ou photos aériennes de l'IGN pour la période actuelle (1950 à aujourd'hui).

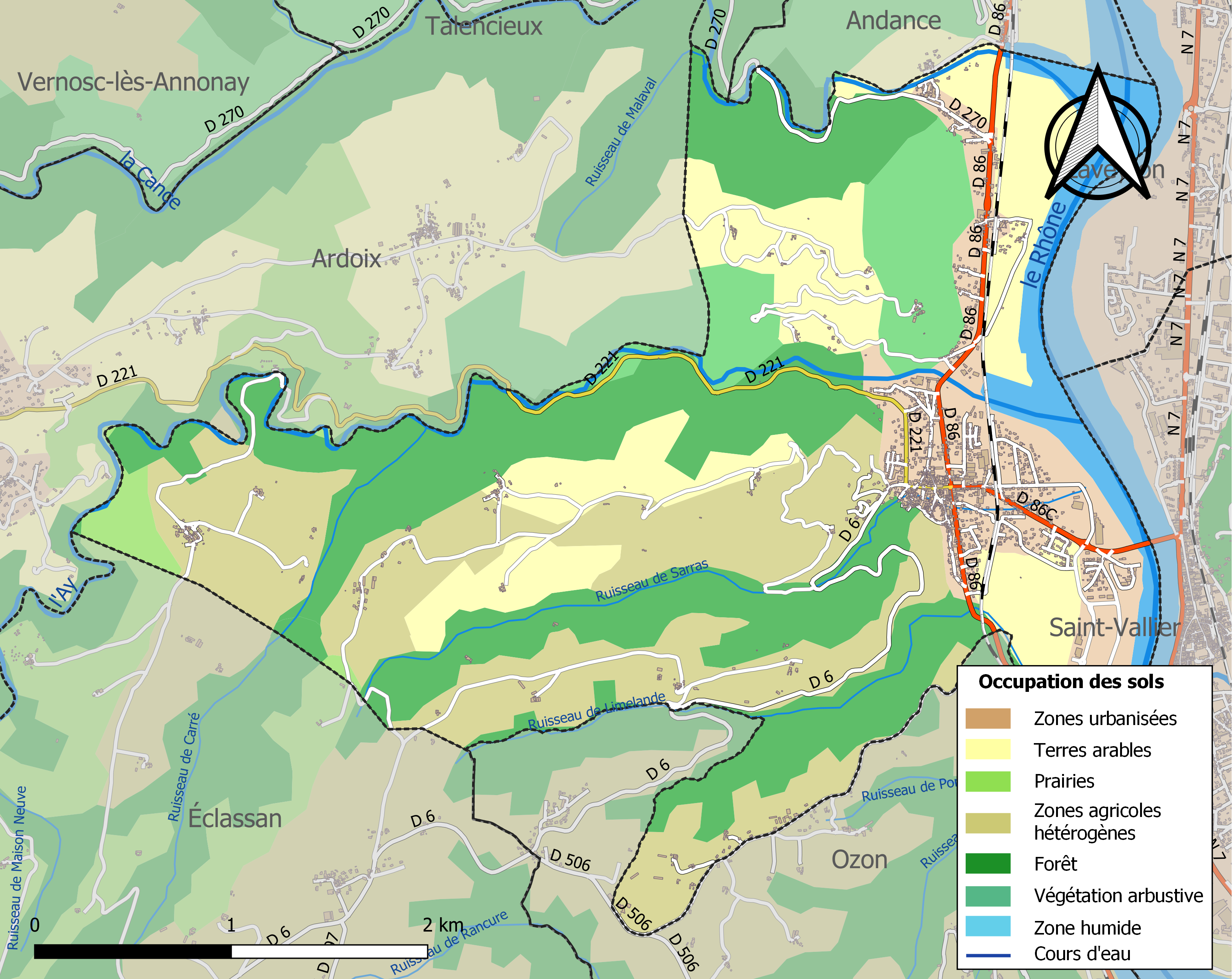
Carte des infrastructures et de l'occupation des sols de la commune en 2018 (CLC).

### Risques naturels et technologiques

#### Risques sismiques
L'ensemble du territoire de la commune de Sarras est situé en zone de sismicité no 3, dite « modérée » (sur une échelle de 1 à 5), comme la plupart des communes situées dans la vallée du Rhône, mais non loin de la limite orientale de la zone no 2, dite « faible » qui correspond au plateau ardéchois.
| Type de zone | Niveau            | Définitions (bâtiment à risque normal) |
| ------------ | ----------------- | -------------------------------------- |
| Zone 3       | Sismicité modérée | accélération = 1,1 m/s2                |

## Toponymie
Sarras a pu emprunter son nom aux Sarrasins qui ont atteint la région au VIIIe siècle, en laissant d'ailleurs leur nom au monument ruiné de la Sarrasinière. Le terme est issu du grec Σαρακηνοί (Sarakênoi).
Une autre théorie avance que ce village situé entre collines, rivière et fleuve est tellement « serré » que cela lui a valu ce nom de Sarras.
Une troisième explication vient du fait que le port de Silon recevait de grosses quantités de bois des plateaux d’Ardèche qui étaient sciées avant d’être envoyées par voie fluviale, or en bas latin scier se dit « serrare ». À moins que ce soit la montagne qui se présente « en dents de scie ».
Elle est une des rares communes françaises à porter un nom palindrome, qui peut être lu en inversant les lettres, comme aussi Callac (Côtes-d'Armor), Èze (Alpes-Maritimes), Laval (Mayenne), Noyon (Oise), Savas (Ardèche), Selles (Eure), Selles (Haute-Saône), Selles (Marne), Selles (Pas-de-Calais), Senones (Vosges), Serres (Aude), Serres (Hautes-Alpes), Serres (Meurthe-et-Moselle) et Sées (Orne). Le code postal est lui aussi un palindrome, soit le 07370.

## Histoire

### Antiquité
D'anciens habitats ont sans doute existé dans ce secteur des bords du Rhône qui a vu passer diverses peuplades : des Germains descendant vers le sud, puis des commerçants grecs et les Romains remontant vers Lyon. En 121, les légions romaines du consul Quintus Fabius Maximus ont remporté une victoire décisive contre une armée de 200 000 Gaulois, sur des rives du Rhône qu'on n'a pas réussi à préciser. Dès 145, la voie romaine dite "d'Antonin" longe le Rhône rive droite. Après les Romains sont venus des Goths puis des Francs, et enfin des Sarrasins au VIIIe siècle. Ils ont laissé leur nom au monument de la Sarrasinière. Ce monument construit au bord de la voie romaine qui passait rive droite à l'emplacement de l'actuelle voie ferrée a sans doute été le mausolée d'une famille locale, plutôt que le souvenir de la victoire des légions romaines.
Plusieurs témoignages de présence gallo-romaine ont été trouvés en divers endroits de la commune. À Revirand, des fragments de tuiles et de céramiques. À Silon une statuette en ivoire dite de Cupidon et des fondations romaines. Près de Cantieux, une urne de terre cuite et des monnaies. Sur la rive droite de l'Ay, à la Rivière, des débris de tuiles. En bordure du Rhône une quarantaine d'amphores.

### Moyen Âge
La première mention écrite de Sarras date de 1037, où une Villa sarratoria est accordée à l'abbaye Saint-André de Vienne.
Le territoire de Sarras est ensuite confié à divers seigneurs au cours du Moyen Âge et jusqu'au XVIIIe siècle. De 1000 à 1240 : archevêques de Vienne. De 1240 à 1360 : Pagan de Mahun. De 1360 à 1570 : famille de Tournon. De 1570 à 1710 : famille de Polignac.

### Époque contemporaine

#### Révolution française et Empire
Durant la Révolution française, les habitants semblent avoir rapidement adopté le nouveau régime.

#### Seconde Guerre mondiale
Du 22 au 24 juin 1940, une brigade de spahis s'est efforcée de retarder l'avancée de l'armée allemande dans la vallée du Rhône. Les combats ont été acharnés, et les spahis ont été contraints de se retirer. Les Allemands se sont installés dans le village, juste avant l'armistice qui est intervenu le 24 juin à minuit.
À partir de 1942, des réseaux de Résistance se sont organisés dans le secteur et ont procédé à des sabotages à partir de 1943. Le 13 juin 1944, un accrochage a provoqué de la part des Allemands une expédition punitive meurtrière.

### Chronologie de la commune
Liste établie selon les ouvrages cités en bibliographie :
- Ier siècle : occupation romaineLa colline de Revirand a accueilli un premier château.

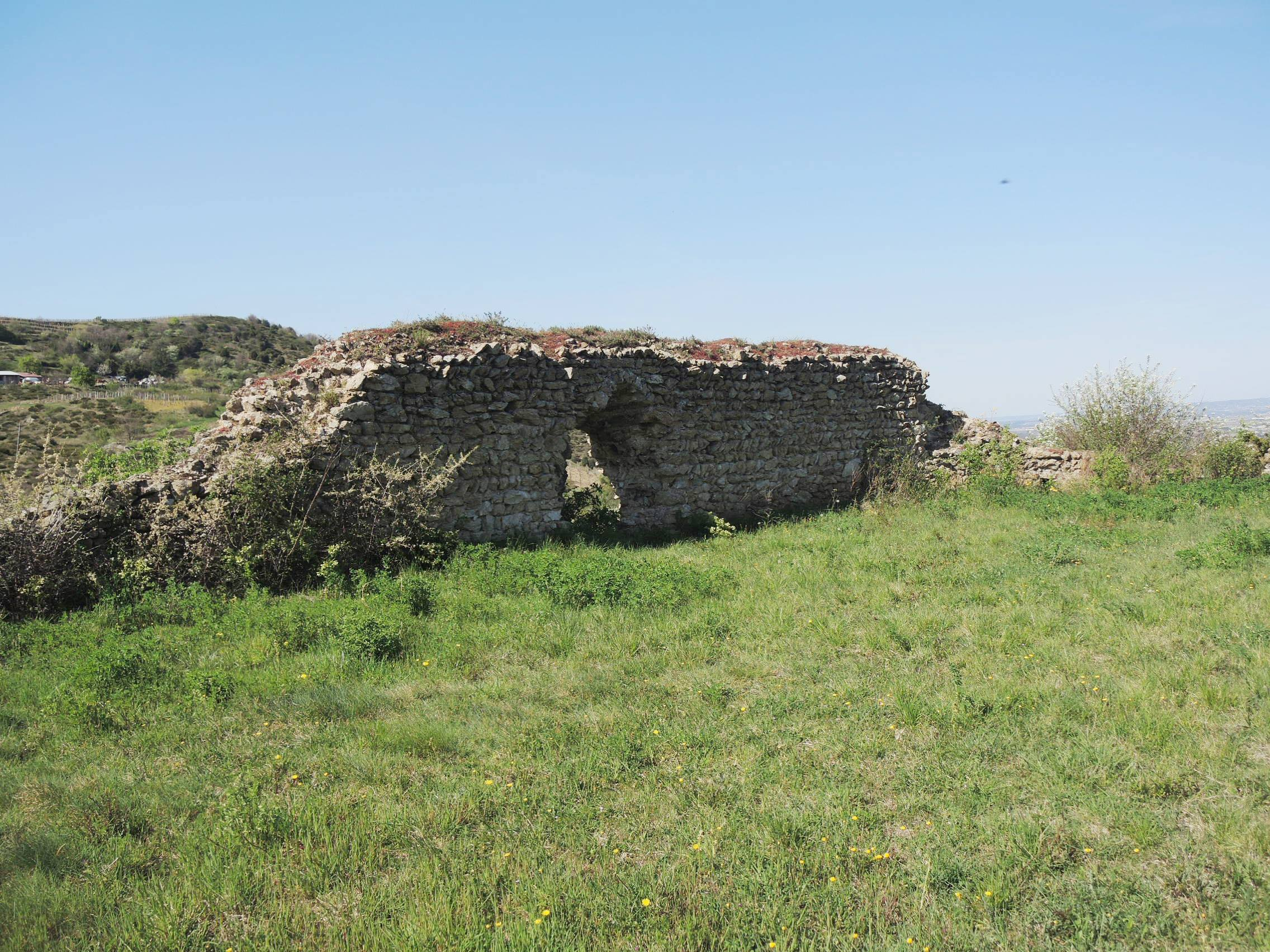
La colline de Revirand a accueilli un premier château.

- 145 : bornage de la voie romaine d'Antonin
- VIIIe siècle : passage des Sarrasins
- XIIe siècle : construction d'un château avec enceinte au village
- 1363 : destruction du château de Revirand
- 1561 : construction d'une première église
- 1570 : reconstruction du château du village
- 1682 : construction d'une deuxième église
- 1808 : premier instituteur titulaire
- début XIXe siècle : école privée de filles
- 1833 : ouverture d'une distillerie (Bochirol)
- 1835 : ouverture d'un pont suspendu vers Saint-Vallier
- 1840 : nouvelle traversée du village par la RN 86L'église actuelle a été achevée en 1862.
- 1862 : achèvement de l'église actuelle

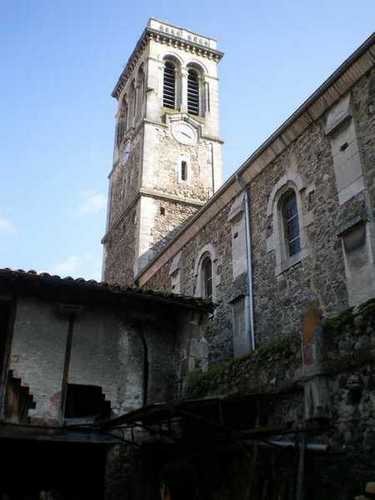
L'église actuelle a été achevée en 1862.

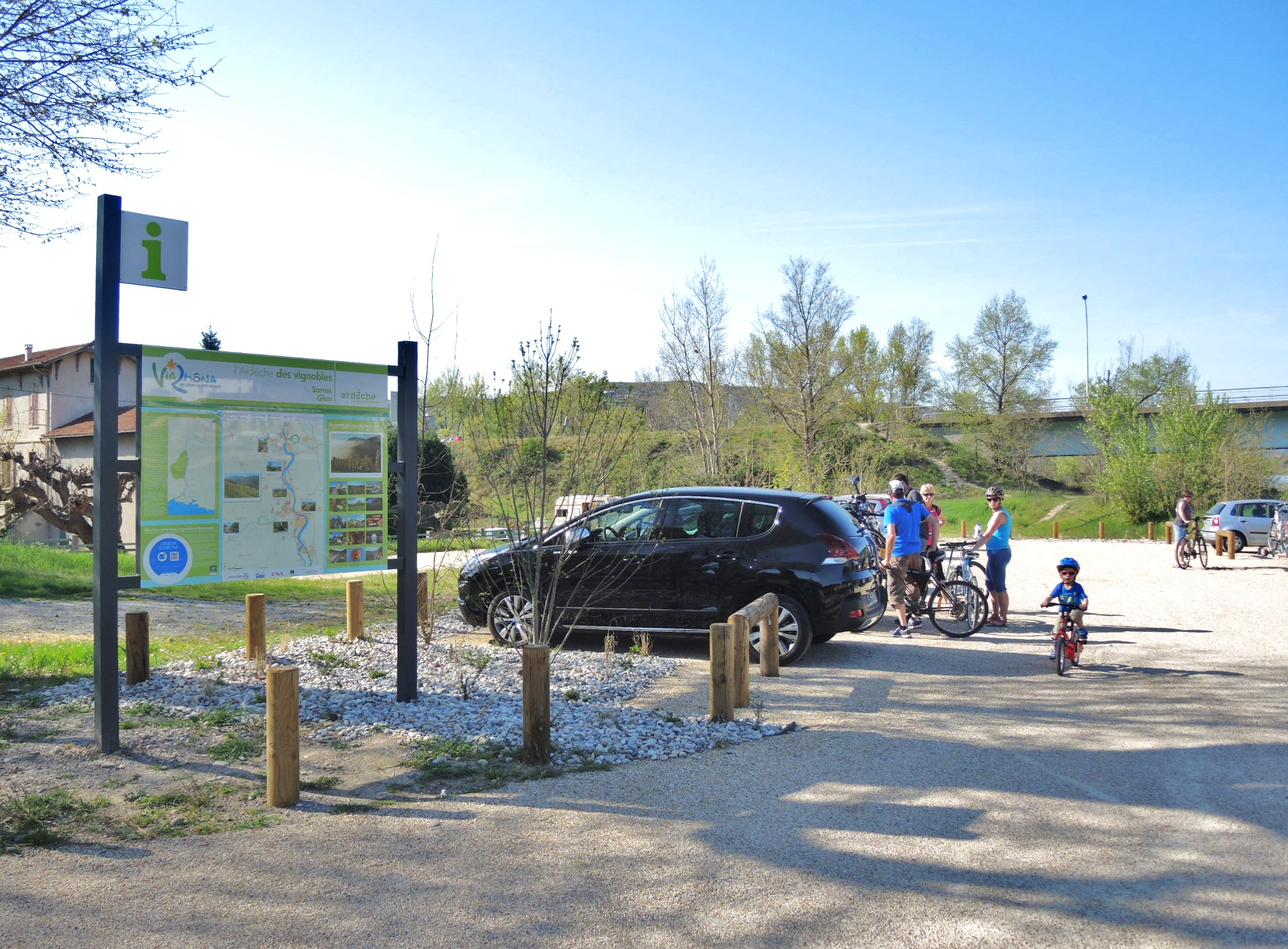
L'aire d'accueil aménagée au passage de la Viarhôna.

- 1862 : deux classes de garçons à l'école
- 1866 : première fontaine au village
- 1874 : construction de la chapelle des gorges de l'Ay
- 1875 : école congrégationiste de garçons, fermée en 1903
- 1880 : mise en service de la voie ferrée
- 1880 : école communale de filles
- 1880 : bâtiment de mairie et écoles publiques
- 1940 : combats et occupation allemande
- 1944 : création de la coopérative fruitière Rhodacoop
- 1958 : fermeture de la distillerie Bochirol
- 1961 : nouveau groupe scolaire près de la rivière d'Ay
- 1961 : création de la cave vinicole
- 1969 : élargissement de l'AOC Saint-Joseph
- 1972 : nouveau pont en béton vers Saint-Vallier
- 1973 : fermeture de la ligne SNCF voyageurs
- 1973 : achèvement de l'aménagement du Rhône
- 1980 : installation de l'atelier Louis Vuitton
- 1987 : agrandissements à l'école
- 1992 : salle polyvalente
- 2005 : fusion des caves de Sarras et Saint-Désirat
- 2008 : don du château à la commune
- 2009 : Rhodacoop absorbe Coopeyrieux
- 2014 : logements / foyer communal / crèche /
- 2017 : création du square en centre village : réagencement important du carrefour central

### Tendances politiques et résultats

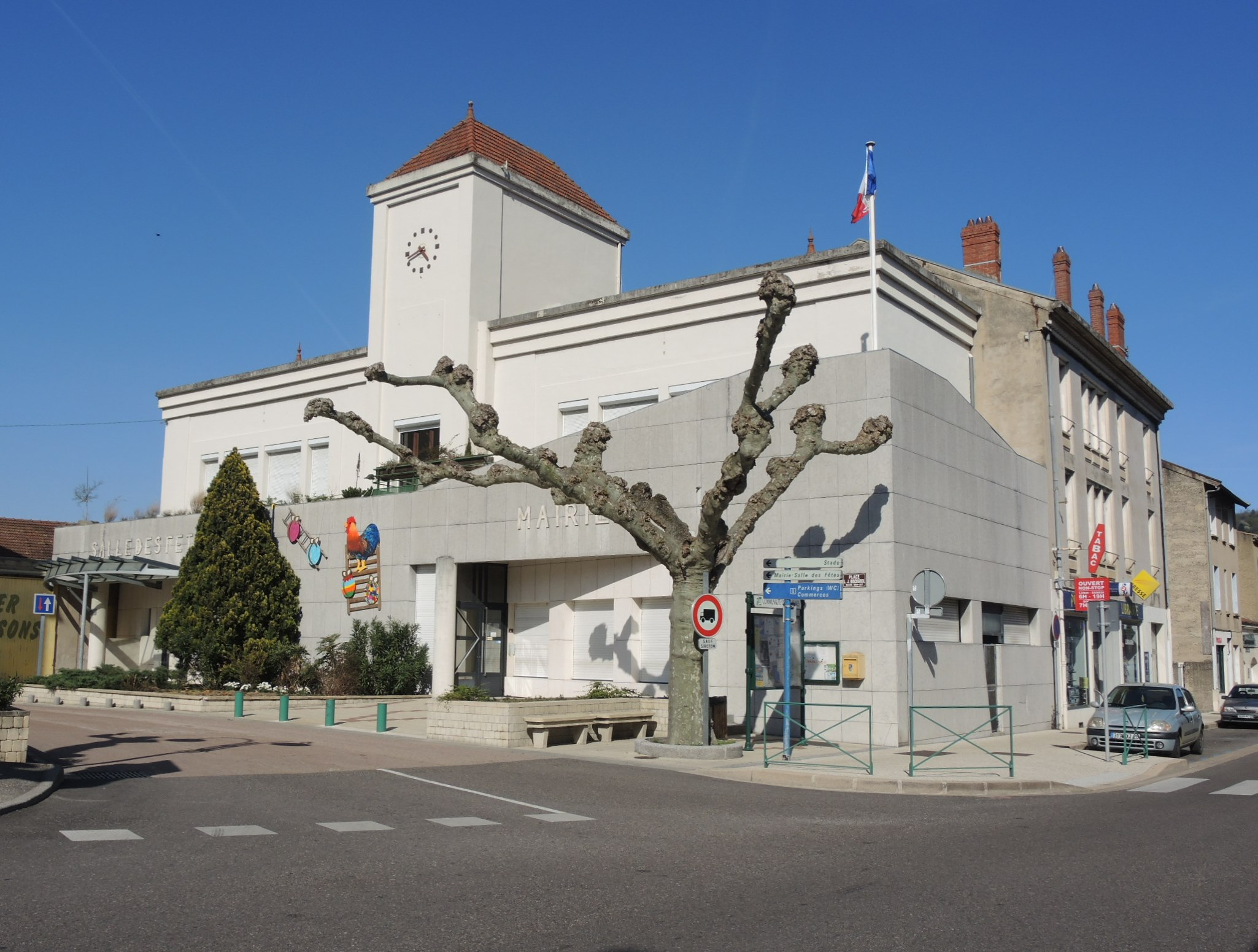
Le bâtiment mairie et salle des fêtes.

## Population et société

### Démographie
L'évolution du nombre d'habitants est connue à travers les recensements de la population effectués dans la commune depuis 1793. Pour les communes de moins de 10 000 habitants, une enquête de recensement portant sur toute la population est réalisée tous les cinq ans, les populations de référence des années intermédiaires étant quant à elles estimées par interpolation ou extrapolation. Pour la commune, le premier recensement exhaustif entrant dans le cadre du nouveau dispositif a été réalisé en 2005.

En 2022, la commune comptait 2 232 habitants, en évolution de +3,96 % par rapport à 2016 (Ardèche : +2,48 %, France hors Mayotte : +2,11 %).
| 1793 | 1800 | 1806 | 1821  | 1831  | 1836  | 1841  | 1846  | 1851  |
| ---- | ---- | ---- | ----- | ----- | ----- | ----- | ----- | ----- |
| 843  | 822  | 832  | 1 005 | 1 151 | 1 115 | 1 125 | 1 179 | 1 200 |

| 1856  | 1861  | 1866  | 1872  | 1876  | 1881  | 1886  | 1891  | 1896  |
| ----- | ----- | ----- | ----- | ----- | ----- | ----- | ----- | ----- |
| 1 201 | 1 268 | 1 323 | 1 277 | 1 459 | 1 348 | 1 357 | 1 331 | 1 445 |

| 1901  | 1906  | 1911  | 1921  | 1926  | 1931  | 1936  | 1946  | 1954  |
| ----- | ----- | ----- | ----- | ----- | ----- | ----- | ----- | ----- |
| 1 464 | 1 545 | 1 544 | 1 356 | 1 448 | 1 456 | 1 447 | 1 353 | 1 439 |

| 1962  | 1968  | 1975  | 1982  | 1990  | 1999  | 2005  | 2006  | 2010  |
| ----- | ----- | ----- | ----- | ----- | ----- | ----- | ----- | ----- |
| 1 518 | 1 555 | 1 660 | 1 669 | 1 837 | 1 829 | 1 981 | 1 992 | 2 067 |

| 2015  | 2020  | 2022  | - | - | - | - | - | - |
| ----- | ----- | ----- | - | - | - | - | - | - |
| 2 107 | 2 242 | 2 232 | - | - | - | - | - | - |

### Santé
La commune en 2017 est composée de trois médecins généralistes, un dentiste et un kinésithérapeute[réf. nécessaire].

### Enseignement
La commune, rattachée à l'académie de Grenoble compte une école publique avec huit classes et une école privée catholique dite du Vieux Château avec trois classes .

### Associations
En 2015, la commune comptait une trentaine d'associations.
Sapeurs-pompiers (depuis 1893), Anciens combattants AFN (1964), conscrits, Ogec, APEL, Amicale Laïque (1901/1945), parents d'élèves écoles publiques (1972), Centre aéré Sarras-Ozon, Donneurs de sang (1977), Fnath.
Loisirs et culture (dégustation, sophrologie, yoga, Qi-Gong, danse africaine) (1968), chorales enfants adolescents adultes Croq'Notes (1987), Comité des Fêtes, Sarras Patrimoine (2013), activités seniors UNRPA (1960), école de cirque La piste si do ré (St-Uze) (1998), Atelier de vannerie Archelle.
ACCA, Aïkido (2013), Amicale Laïque Cyclo Sarras Ozon, Athlé Santé Sarras Zumba, Association Loisirs et culture Sarras Bénin, Foot ESSSV (Entente Sarras Sports Saint-Vallier) (1924/1932), ESSSV Basket (1942), Karaté Shokotai des Deux Rives, La Boule sportive (1907), La Galoche des Deux Rives (sorties pédestres), Sarras Randonnées, Sarras Saint-Vallier Cyclisme, Sarras Trail (2014), Tennis Club Sarras St-Vallier, Terre d'Ane.

### Manifestations culturelles et festivités[31]
- février : carnaval et fougot (Comité des Fêtes)Les berges aménagées de la rivière l'Ay reçoivent la plupart des animations.
- mars : rallye VTT (ALCSO)

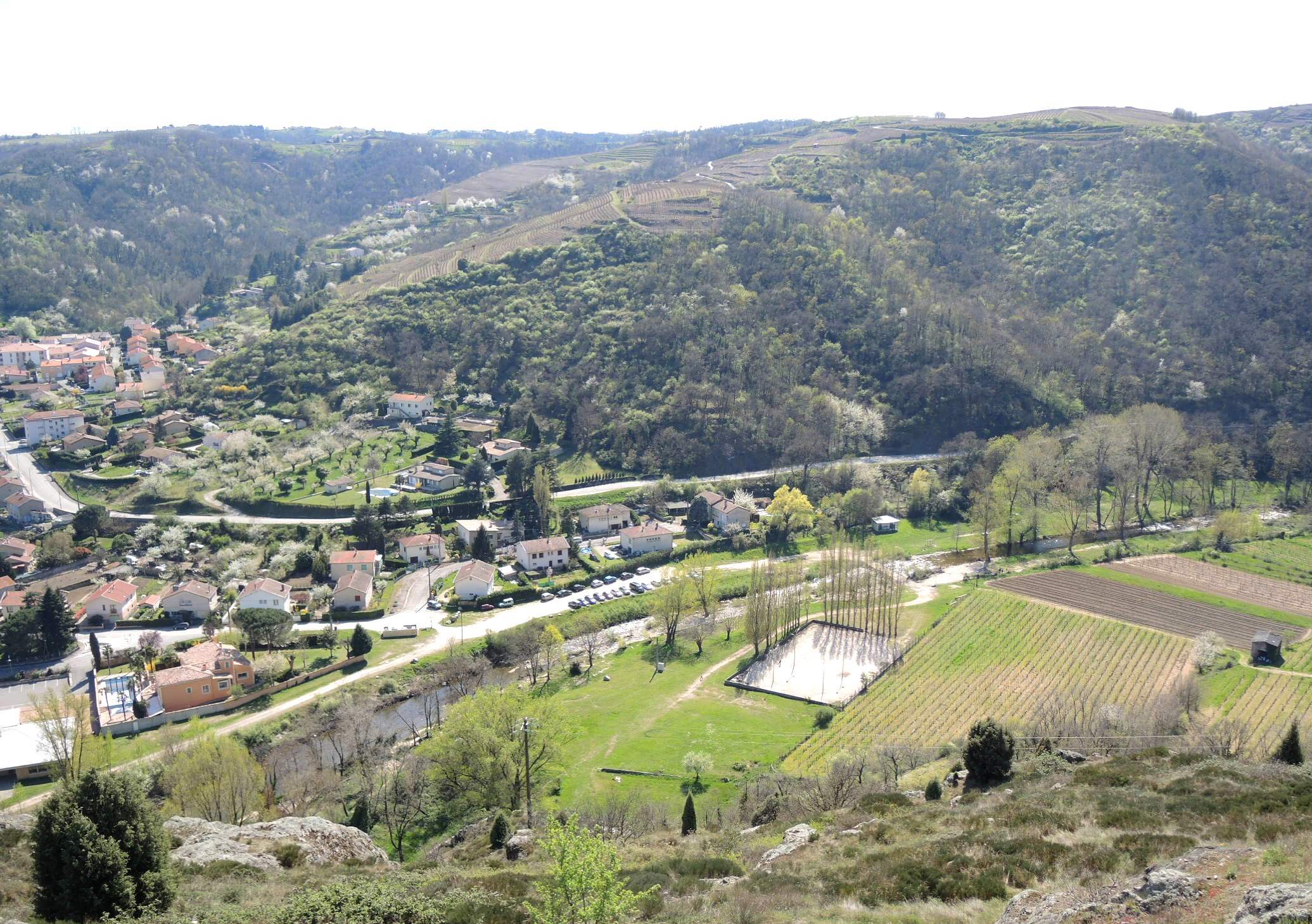
Les berges aménagées de la rivière l'Ay reçoivent la plupart des animations.

- avril : Marche de la Syrah (Sarras Randonnées)
- mai : rallye de la syrah (AL Cyclo)
- mai : Journées africaines (Loisirs et Culture)
- mai : Trail (Sarras Trail)
- juin : Grand Prix de Sarras (SSVC)
- juin : passage de l'Ardéchoise (Comité des Fêtes)
- juin : Fête de la Musique (Comité des Fêtes)
- juillet : bal et feu d'artifice du 14 juillet (Comité des Fêtes)
- août : spectacle du Festival des Humoristes
- septembre : concours interquartiers (Comité des Fêtes)
- octobre : Chrono du Gamay (ALCSO)
- octobre : Cyclo Cross (SSVC)
- novembre : Salon des métiers d'arts et de la Maison (Culture et Loisirs).

### Médias
Deux journaux sont distribués dans les réseaux de presse desservant la commune :
- L'Hebdo de l'Ardèche est un journal hebdomadaire français basé à Valence. Il couvre l'actualité de tout le département de l'Ardèche.
- Le Dauphiné libéré est un journal quotidien de la presse écrite française régionale distribué dans la plupart des départements de l'ancienne région Rhône-Alpes, notamment l'Ardèche. La commune est située dans la zone d'édition d'Annonay.

### Cultes
L'église (propriété de la commune) et la communauté catholique de Sarras sont rattachées à la Paroisse Saint-Luc-des-coteaux-et-de-Tournon, laquelle dépend du diocèse de Viviers.

## Économie
Depuis la domination romaine, l'activité commerciale s'est surtout développée autour du port de Silon, où s'échangeaient les marchandises entre le Rhône et le plateau. Des ateliers pouvaient aussi y utiliser la force motrice de l'eau de la Cance. Au XIXe siècle, la route et le chemin de fer ont déplacé ces activités commerciales au village. Malgré tout, dans beaucoup de secteurs, Sarras est resté longtemps un village économiquement autonome. L'activité fruitière et sa commercialisation ne se sont développées qu'au cours du XXe siècle.

### Emploi
D'après les études de La Poste en 2015, la commune disposerait de 573 emplois sur place. Ces emplois seraient occupés par 369 « entrants » venant de l'extérieur et par 204 habitants locaux : un quart de la population active (204 sur 868) travaillerait donc sur place. Les 664 autres actifs de la commune travailleraient à l'extérieur.

### Agriculture

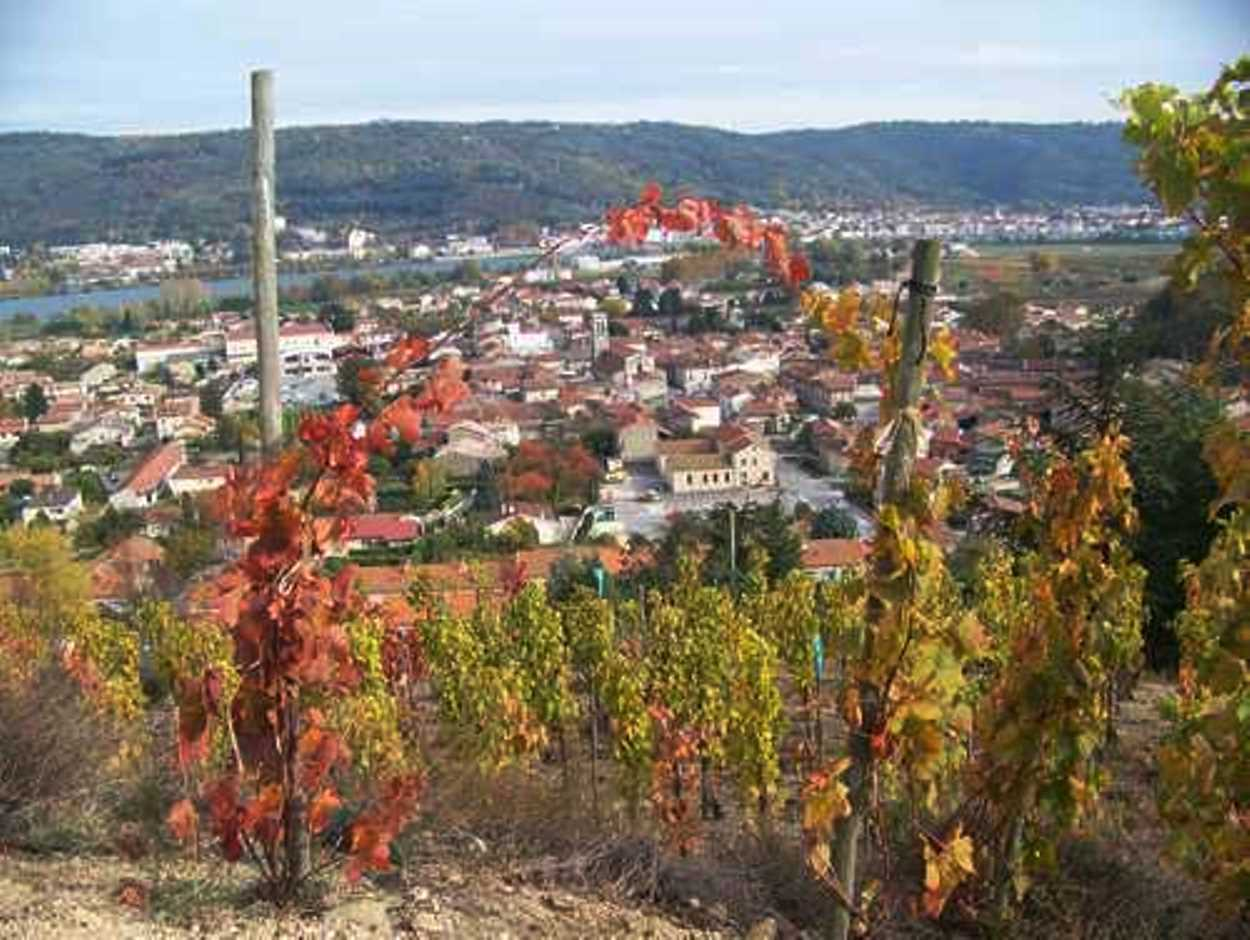
La culture de la vigne a colonisé une grande partie des pentes.

La culture de la vigne date sans doute de l'occupation romaine. Le vin local, délicat et friand, se vendait déjà au XVIe siècle et était apprécié à la table des rois de France. Au XIXe siècle, les viticulteurs ont dû trouver des parades au phylloxéra. C’est entre 1956 et 1969 que tous les vignobles de cette partie des Côtes du Rhône ont été regroupés et consacrés sous l’appellation Saint-Joseph. Sa zone s'étend sur une cinquantaine de km sur la rive droite du Rhône, sur 3 communes de la Loire et 23 de l'Ardèche, de Chavanay au nord à Guilherand au sud. Ce cru profite de sols légers de schiste et de gneiss sur socle granitique, d'un climat continental modéré à étés chauds et secs et pluviométrie régulière les autres saisons, en exposition sud et sud-est.
En 1961, 196 viticulteurs se sont regroupés pour la création de la cave vinicole, qui a fusionné en 2005 avec celle de Saint-Désirat. L'entité représente près de 50 % de la surface de Saint Joseph et produit 18 000 hl avec plus de 350 coopérateurs.
Le Domaine de Bonarieux est une seule et même propriété située sur les coteaux abrupts qui dominent le village.

### Rhodacoop
La culture des fruits s'est développée seulement depuis le début du XXe siècle. Après une période de marché local, la coopérative Rhodacoop a été créée en 1943. Elle s'est agrandie depuis en absorbant la société drômoise Rambertfruits, la Scaf de Tournon et Coopeyrieux de Beauchastel. Cette quatrième unité a apporté aussi des productions de vergers de la Crau. Les activités de gestion et de conditionnement ont été réparties sur les quatre sites. C'est désormais Saint-Rambert d'Albon qui accueille la partie administrative. Mais le siège social officiel a été maintenu à Sarras. On y traite aussi la cerise, de l'abricot et des produits Bio.
En 2014, Rhodacoop rassemblait 480 adhérents. Elle produisait 25 000 tonnes de fruits, d'une quinzaine d'espèces. Les abricots constituent la plus grosse production avec 12 000 tonnes, devant les pêches et les nectarines (6 500 tonnes), les pommes (2 000 tonnes), les poires (1 500 tonnes), les cerises (1 200 tonnes). Les autres espèces sont très minoritaires.
Rhodacoop emploie sur ses quatre sites une quarantaine de permanents et autour de 500 saisonniers en été.

### Entreprises anciennes et actuelles
Diverses activités industrielles ont existé au XIXe siècle, autour du port de Silon ou au village. Il y a eu un atelier d'extraction du plomb argentifère des mines de Talencieux. La distillerie Bochirol, entre 1833 et 1958, qui fabriquait notamment l'apéritif Bocanis. Des usines de tissages, à Silon et au village, jusque dans les années 1980.

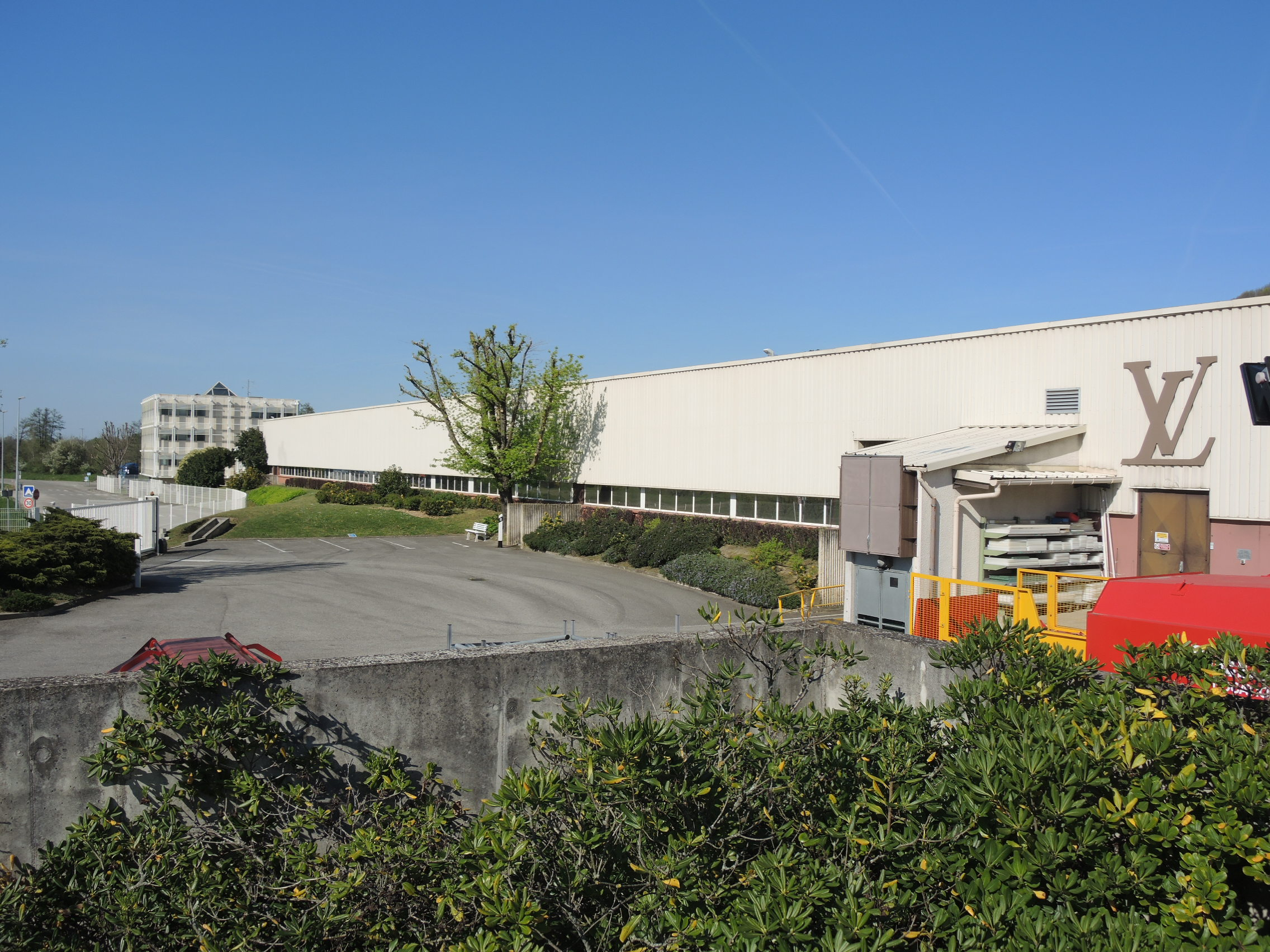
L'entreprise Louis Vuitton est le principal employeur.

En 1980, la société d'articles de luxe Louis Vuitton a pu s'installer dans un local près du pont sur le Rhône. En 2015, ce site emploie près de 300 personnes en maroquinerie.

### Activités de service
La zone artisanale La Grande Ile offre 18 parcelles sur 13 ha. Parmi les entreprises qui l'occupent, la société de transports Gardon Frères est la plus importante. Créée en 1981 (1974?), elle s'est spécialisée dans le transport de véhicules de tourisme ou utilitaires, et notamment camping-cars et caravanes pour l'usine Trigano de Tournon. La société Gardon Frères emploie une trentaine de salariés.
La zone accueille aussi la société Concept Metal Services, créée en 200), et la menuiserie industrielle Clusel-Delaye.
L'ensemble de la commune rassemble une quinzaine d'artisans ou entreprises artisanales, et une trentaine de commerçants.

## Culture locale et patrimoine

### Lieux et monuments

#### Trois châteaux

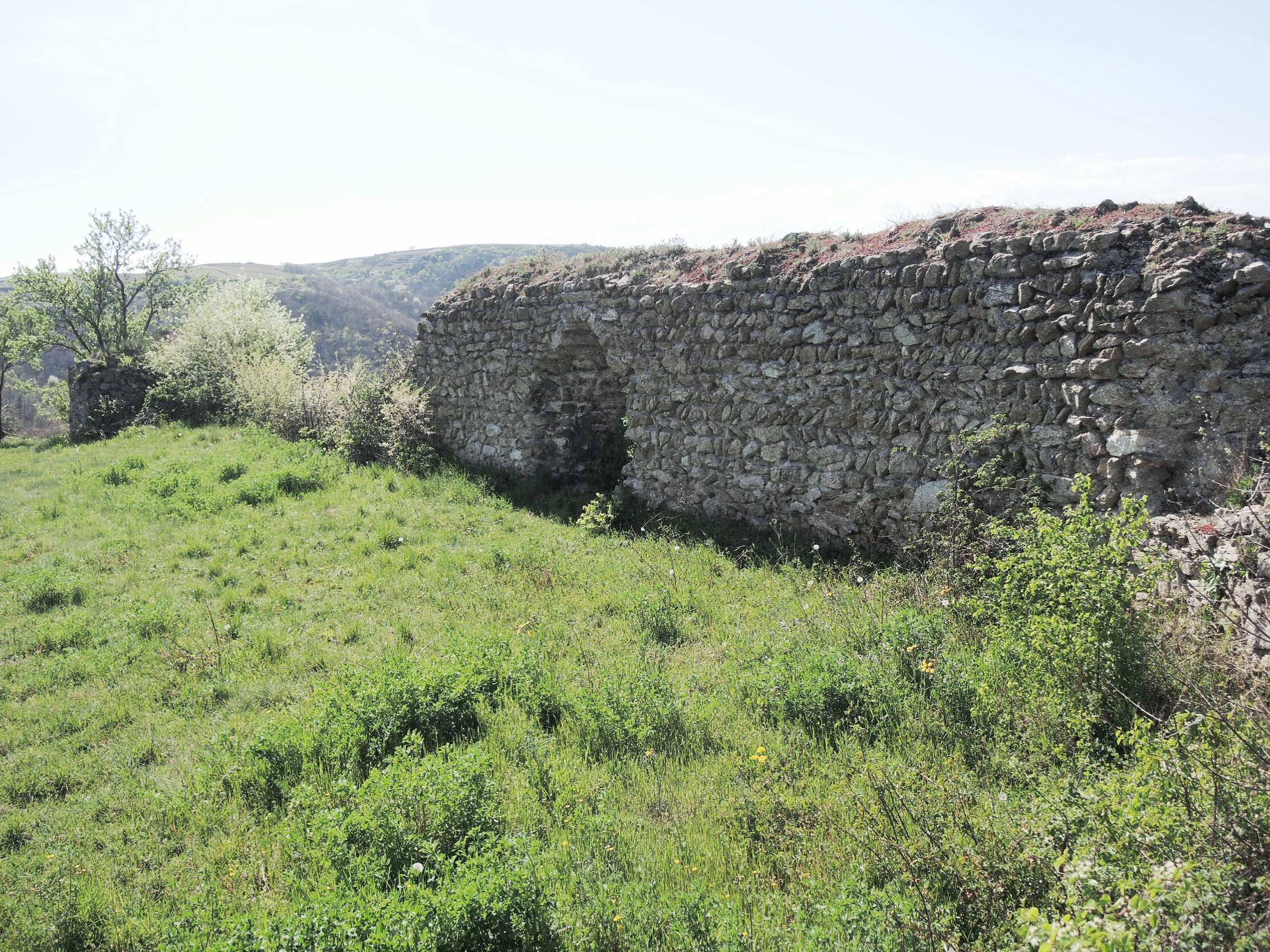
Les murs restants du château de Revirand.

Un premier château a existé sur la colline de Revirand, à proximité du hameau actuel. Il en reste la base d'une tour  et deux murs avec une voûte de style roman,. D'après Jules Mouchiroud, (étude sur les châteaux de Revirand et Oriol), il aurait été détruit vers 1363 par les routiers. Ces ruines sont maintenant propriété communale, de même que la pente de la colline exposée au sud.
Le château du centre village existe toujours aujourd'hui, du moins en partie. En 1550, son enceinte fortifiée avait comme limites le ruisseau au nord et la colline du Buisset au sud, la place de la Fontaine à l'est et la place du Peycher à l'ouest. On peut encore retrouver dans le village l'ancienne porte sud, de style Renaissance, qui a été déplacée en 1780 au sud de sa position initiale. On retrouve aussi des tours à meurtrières du XVe siècle et l'emplacement d'un chemin de ronde. La cour de l'école actuelle était la cour d’honneur du château. Le cadastre de 1561 fait état d'une chapelle Sainte-Croix dans l'enceinte du village fortifié. Ce château a pu être construit au Moyen Âge par les Pagan de Mahun, qui étaient aussi seigneurs de Satilleu, St Symphorien de Mahun, Vocance… Cette famille est à son apogée à la fin du XIIIe siècle. Après les destructions des guerres de Religion, la partie restante du château a été reconstruite en 1570 par Christophe de Chalancon. On peut y admirer les restes de cheminées imposantes, des plafonds à la française et à l’italienne, un magnifique escalier à vis, des fenêtres à meneaux, des meurtrières…,.
Les remparts ont aujourd'hui disparu mais la porte demeure. Elle a été déplacée en 1780 vers le fond de la place de la Fontaine, elle est de style Renaissance. La fontaine, point de rencontre des villageois date quant à elle de 1867.

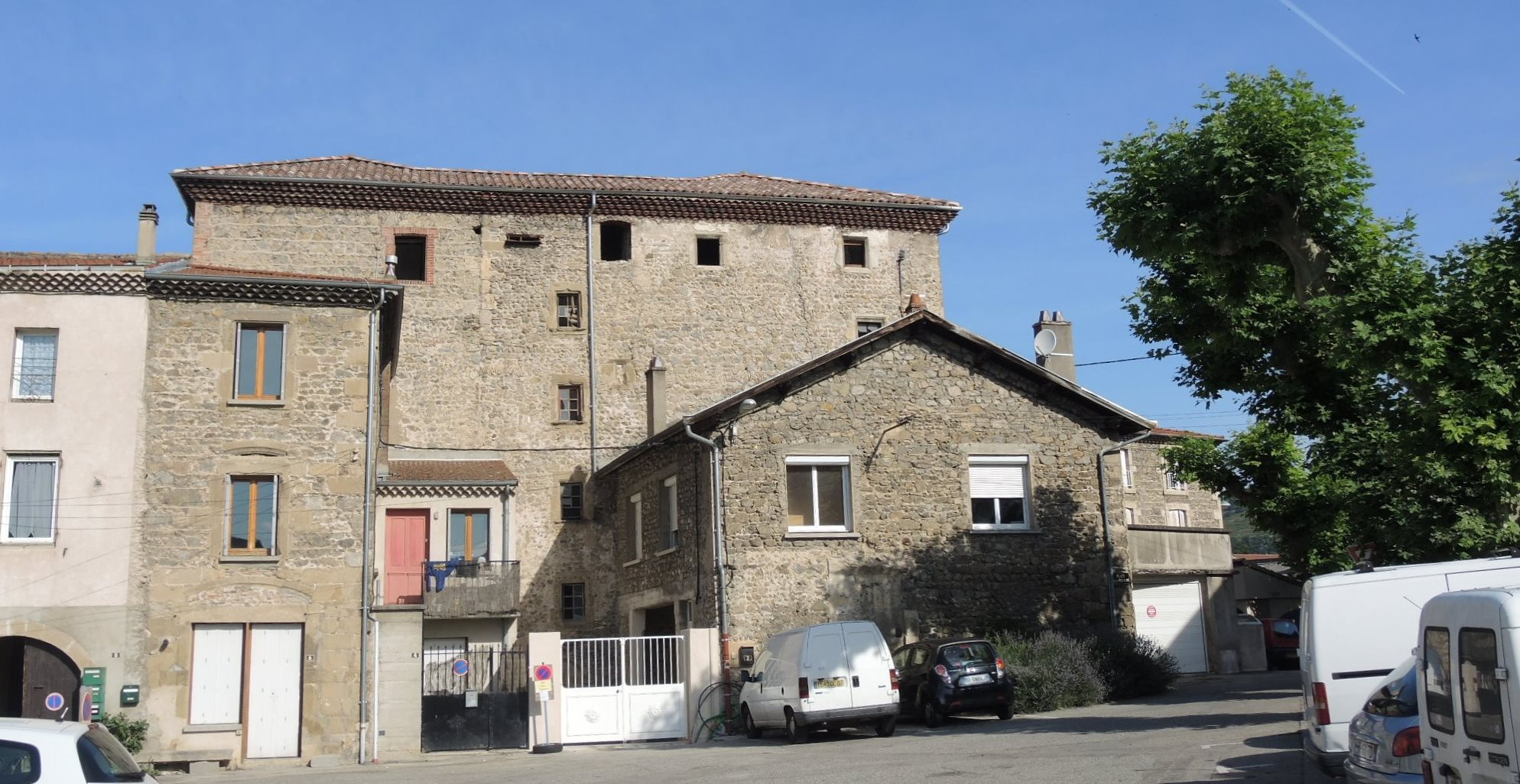
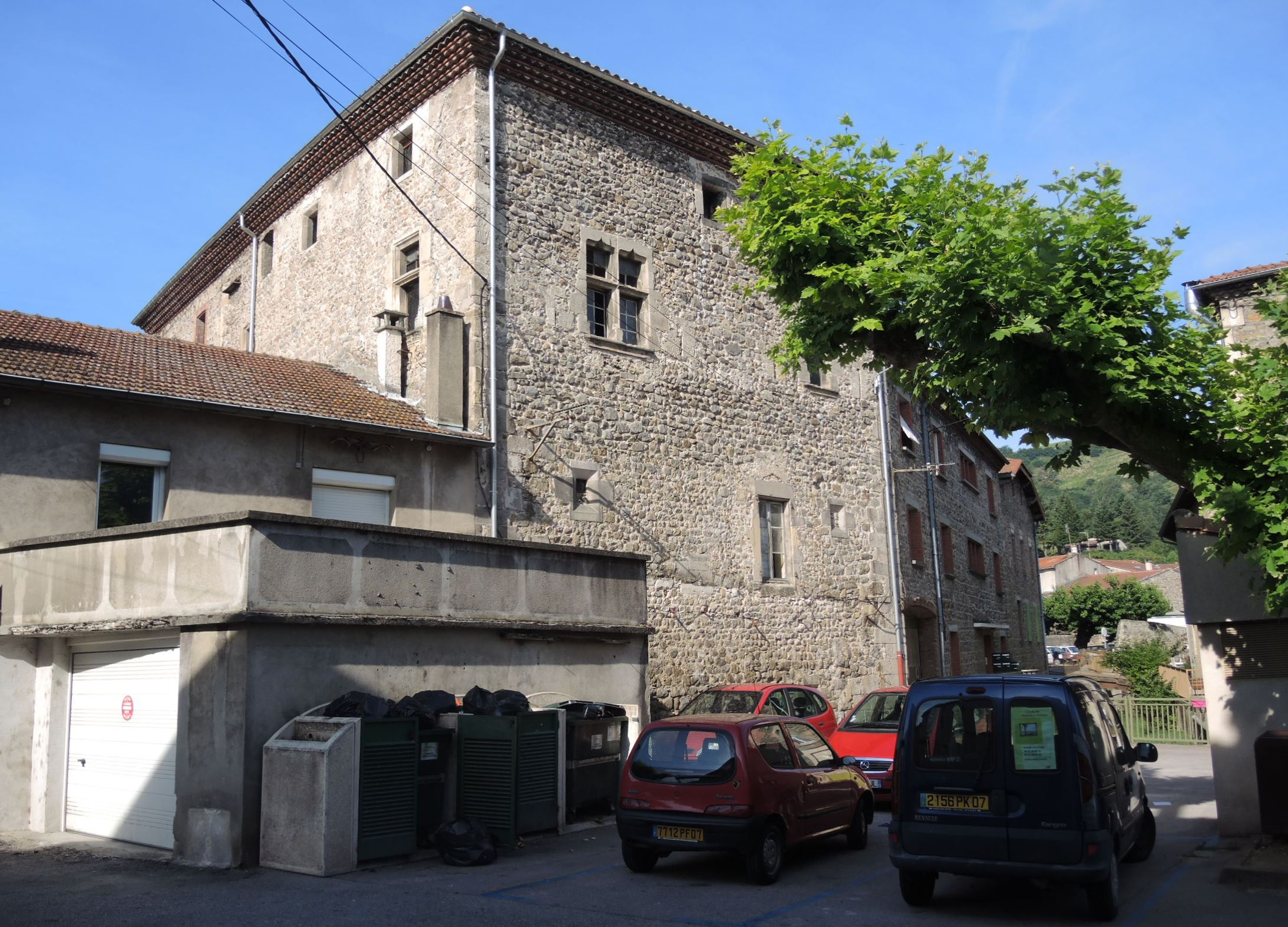
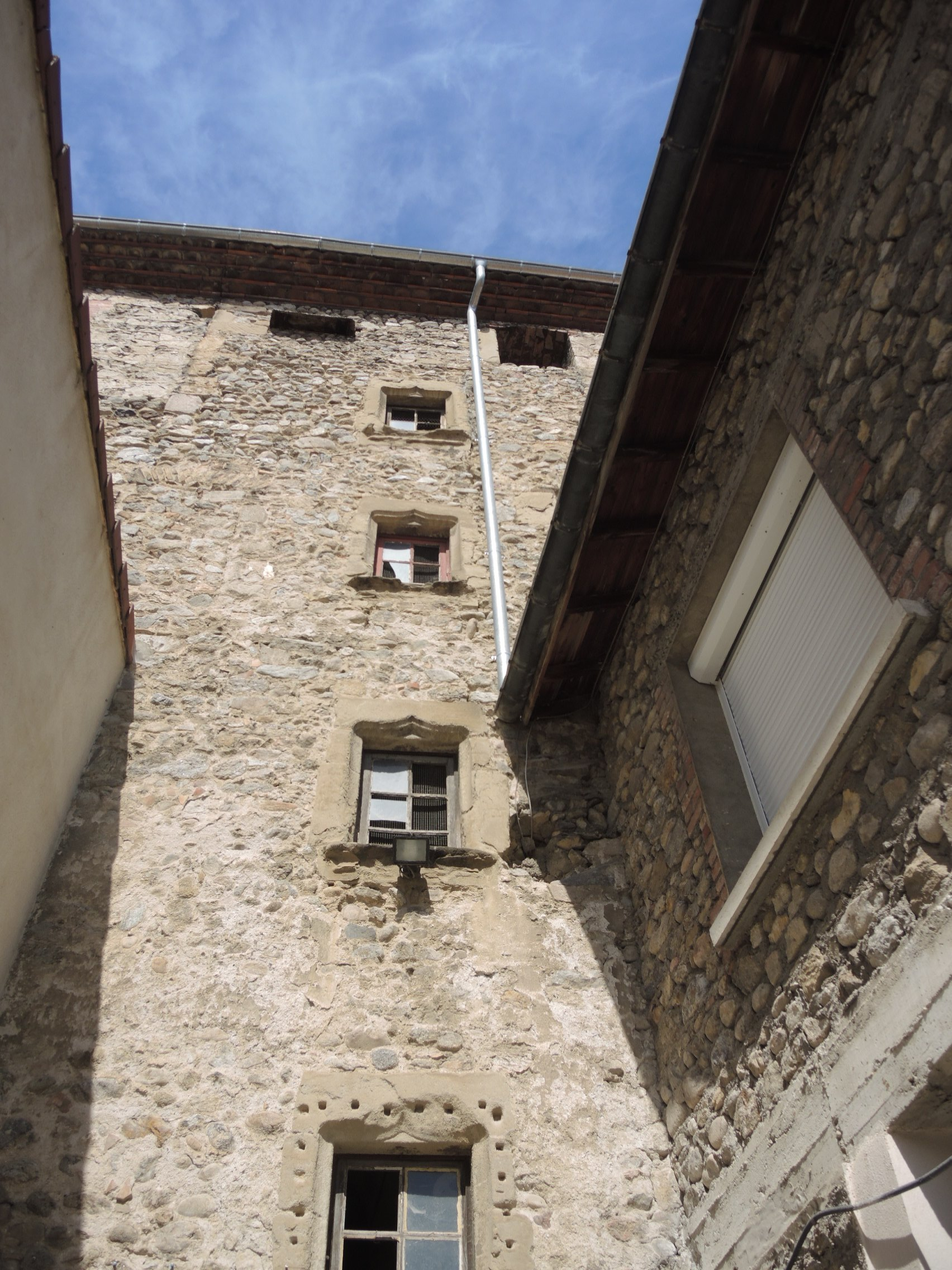
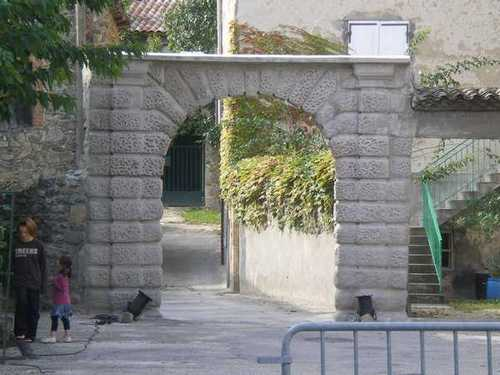

En 2008, le dernier propriétaire privé du château en a fait don en l'état à la commune de Sarras qui en a décidé la réhabilitation, d'une partie tout au moins. Les premiers travaux, en 2013, ont consisté à reprendre la toiture, renforcer la charpente et restaurer le chainage maçonné sur laquelle elle repose. Une association « Sarras Patrimoine » a été constituée pour encadrer la remise en valeur et en usage du bâtiment, afin d’en faire un espace culturel ouvert au public. Dans cet objectif, deux pièces du rez-de-chaussée ont été réhabilitées et rouvertes au printemps 2015 : restructuration, accessibilité et remise en conformité, reprise des sols et des murs.
Un troisième château, de style Renaissance, a été édifié sur les hauteurs, au hameau de Carret. Il a longtemps appartenu à des membres de la famille de Brenas qui assuraient le rôle de maires avant la Révolution. Ce château a été vendu en 1791 à un nommé Desbos, puis revendu depuis 1820, à la famille Defrance,.

#### Plusieurs églises successives

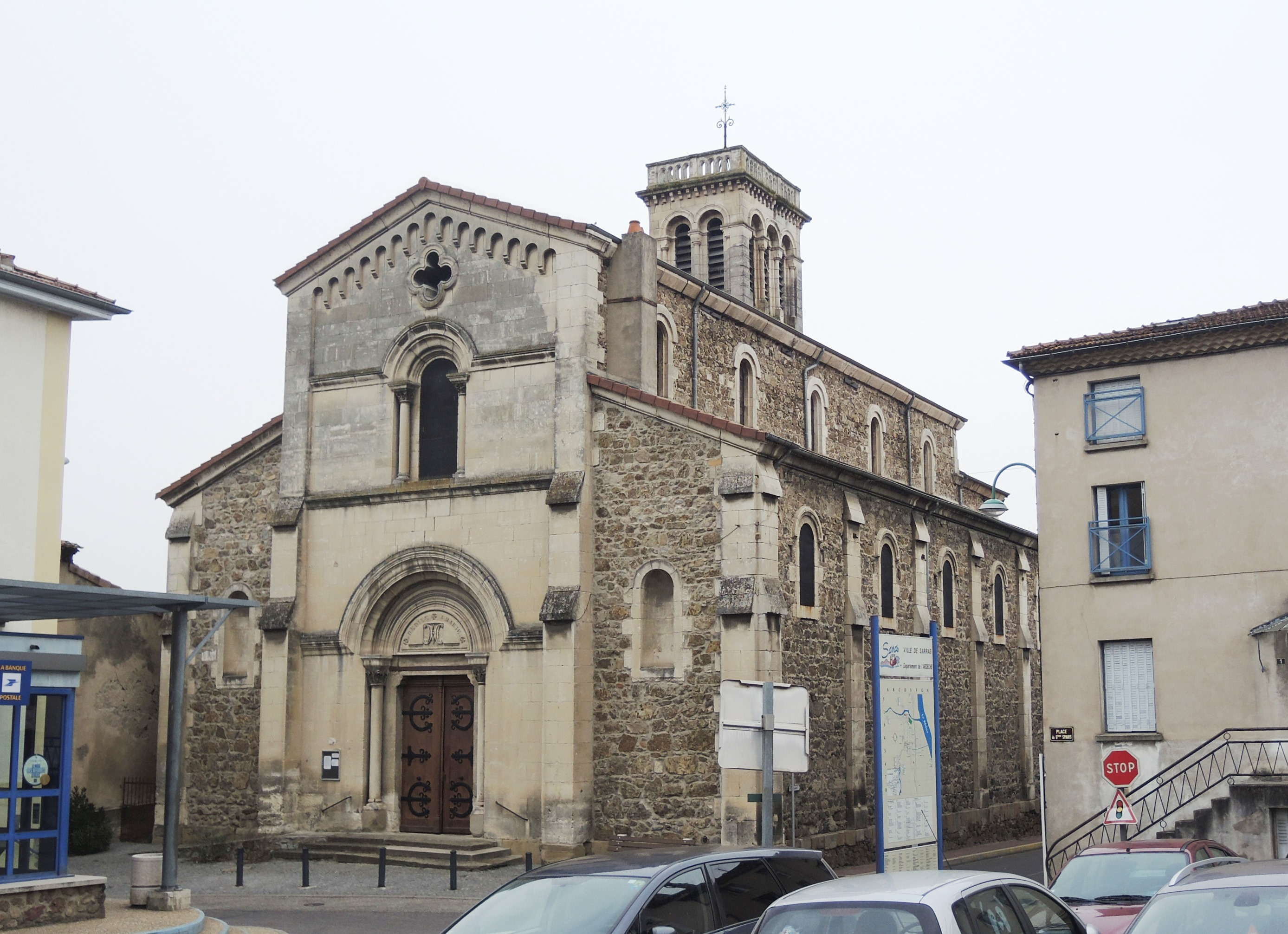

Il est possible que le christianisme ait été introduit très tôt, peut-être dès la fin du Ier siècle. Mais les réunions avaient certainement lieu dans des espaces restreints ou anonymes. Avant 1561, il n'existait apparemment à Sarras qu'une chapelle, dans l'enceinte du château. En 1561, une véritable église est construite en dehors de l'enceinte. En 1680, elle devient un prieuré tenu par les chanoines de l'ordre de Saint-Ruf d'Avignon. Puis une nouvelle est construite en 1682. L'église actuelle a été construite en style néo-roman sur l'emplacement de l'ancien cimetière à partir de 1860 et achevée en 1862, et son clocher en 1869. En 1972, sa voûte qui s'effritait a été remplacée par une charpente en bois. Ce lieu de culte est rattaché à la paroisse catholique Saint-Luc des Coteaux et de Tournon depuis 2003.
- Église de la Nativité-de-la-Vierge de Sarras.

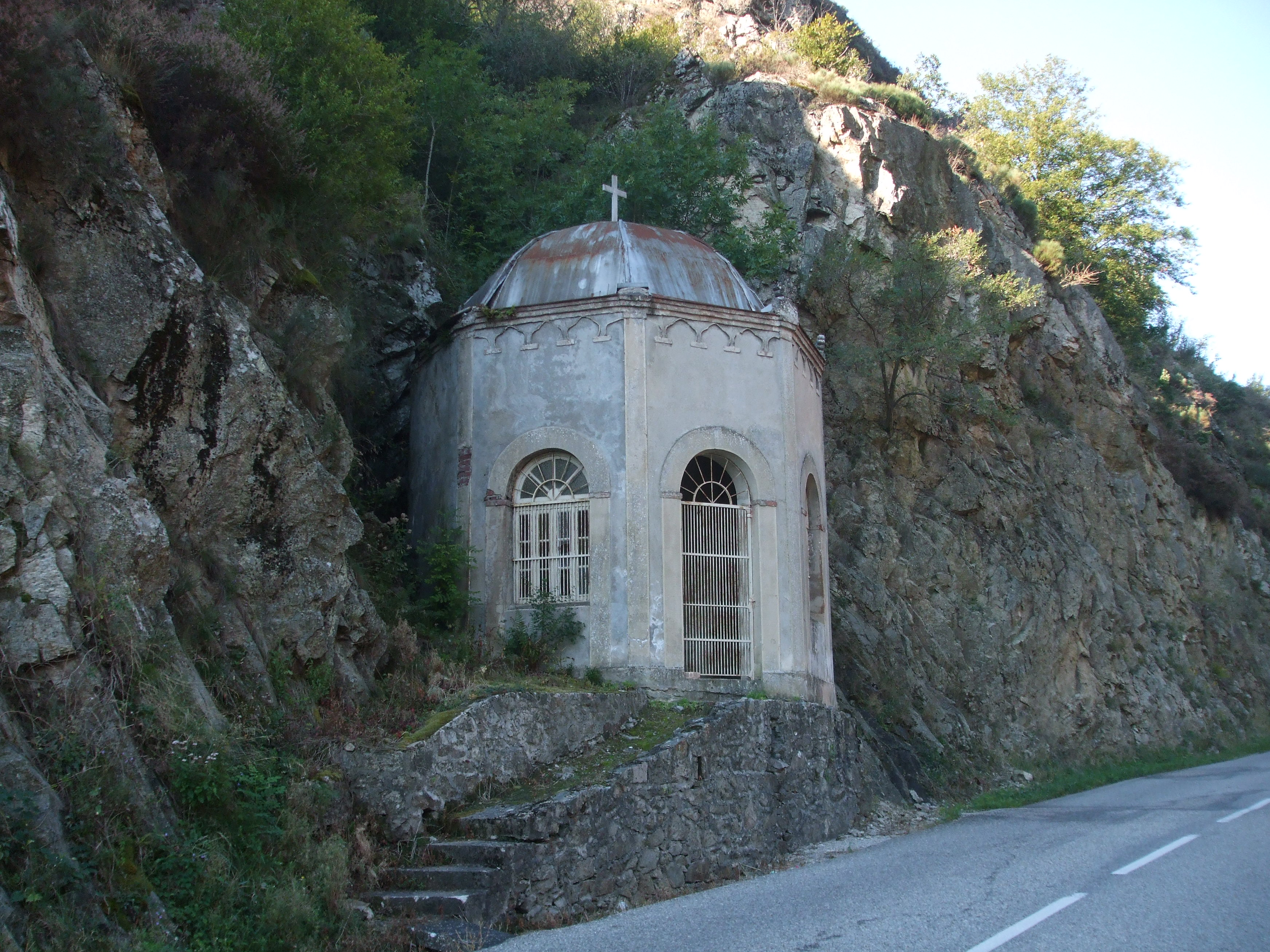
La petite chapelle dédiée à Notre Dame de Bonne Espérance.

Sur la route d'Ardoix, la chapelle Notre-Dame-d'Espérance a été édifiée en 1874 par des fonds privés. Elle a été bâtie à l'emplacement d’un abri mais la légende veut qu’elle ait été édifiée après qu’une voiture tirée par des chevaux soit tombée dans le ravin et que ses occupants en soient sortis indemnes.
- Chapelle Notre-Dame-d'Espérance de Sarras.

### Équipements culturels
Bibliothèque municipale (1984), salle René-Cassin, salle des fêtes, salle polyvalente.

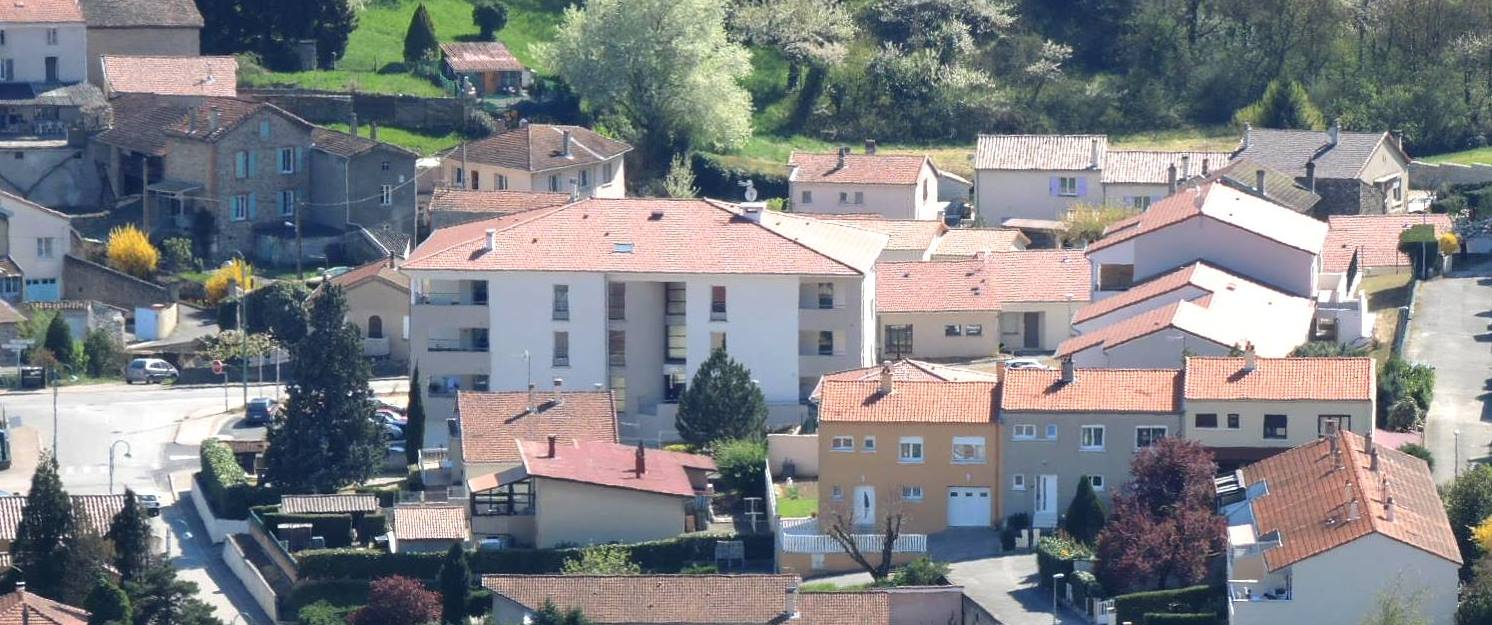
Le pôle multigénérationnel.

#### Le pôle multi-générationnel
La commune a fait réaliser dans le village, avec la société Adis, un pôle multi-générationnel comprenant plusieurs éléments associés : deux ensembles de 15 et 9 appartements destinés de préférence à des personnes âgées autonomes ; 6 pavillons individuels; une crèche ; un foyer communal pour rencontres et service de repas ; une place publique. Le pôle a accueilli ses premiers occupants en 2014.

### Patrimoine naturel

#### La colline de Revirand
La colline de Revirand, particulièrement aride et maintenant dépourvue de cultures, abrite nombre de végétaux, dont certaines espèces font l’objet d'un recensement. La commune est maintenant propriétaire de son versant le plus exposée au sud. Pour en assurer l'intérêt écologique et touristique, elle a signé une convention avec le Conservatoire d’Espace Naturel de la région Rhône-Alpes qui est chargé de recenser et d'assurer la protection des espèces remarquables les plus menacées. Le chemin pittoresque qui monte du hameau des Roches au hameau de Revirand est régulièrement entretenu par la commune. D'autres chemins sont utilisables dans ce secteur: l'ancien chemin romain qui montait du port de Silon au hameau de Revirand. Un autre chemin qui parcourt le versant Est à mi-hauteur en direction de la rivière d'Ay. Et des parcours possibles au milieu des vignes cultivées sur la crête.

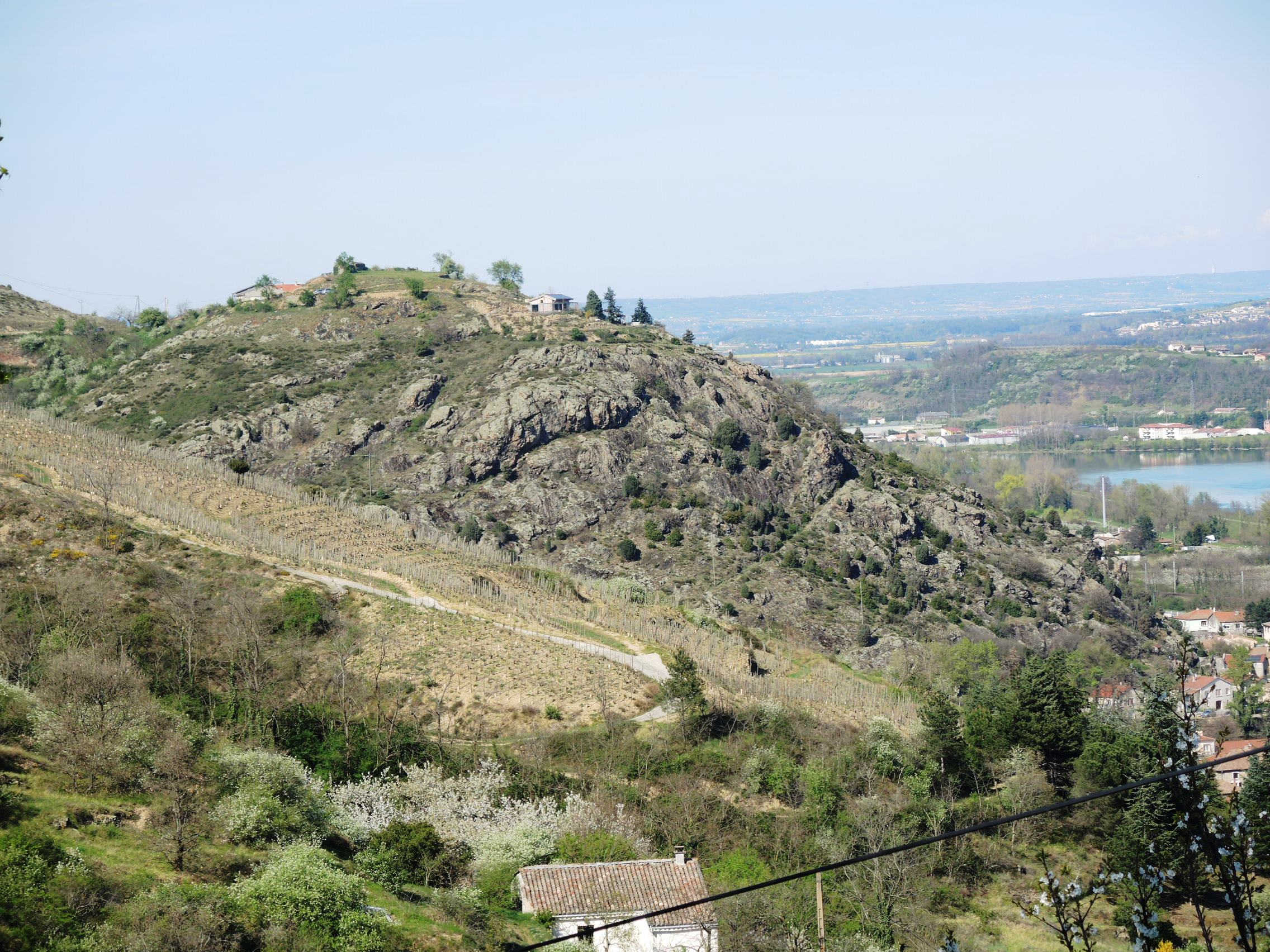
La colline de Revirand.
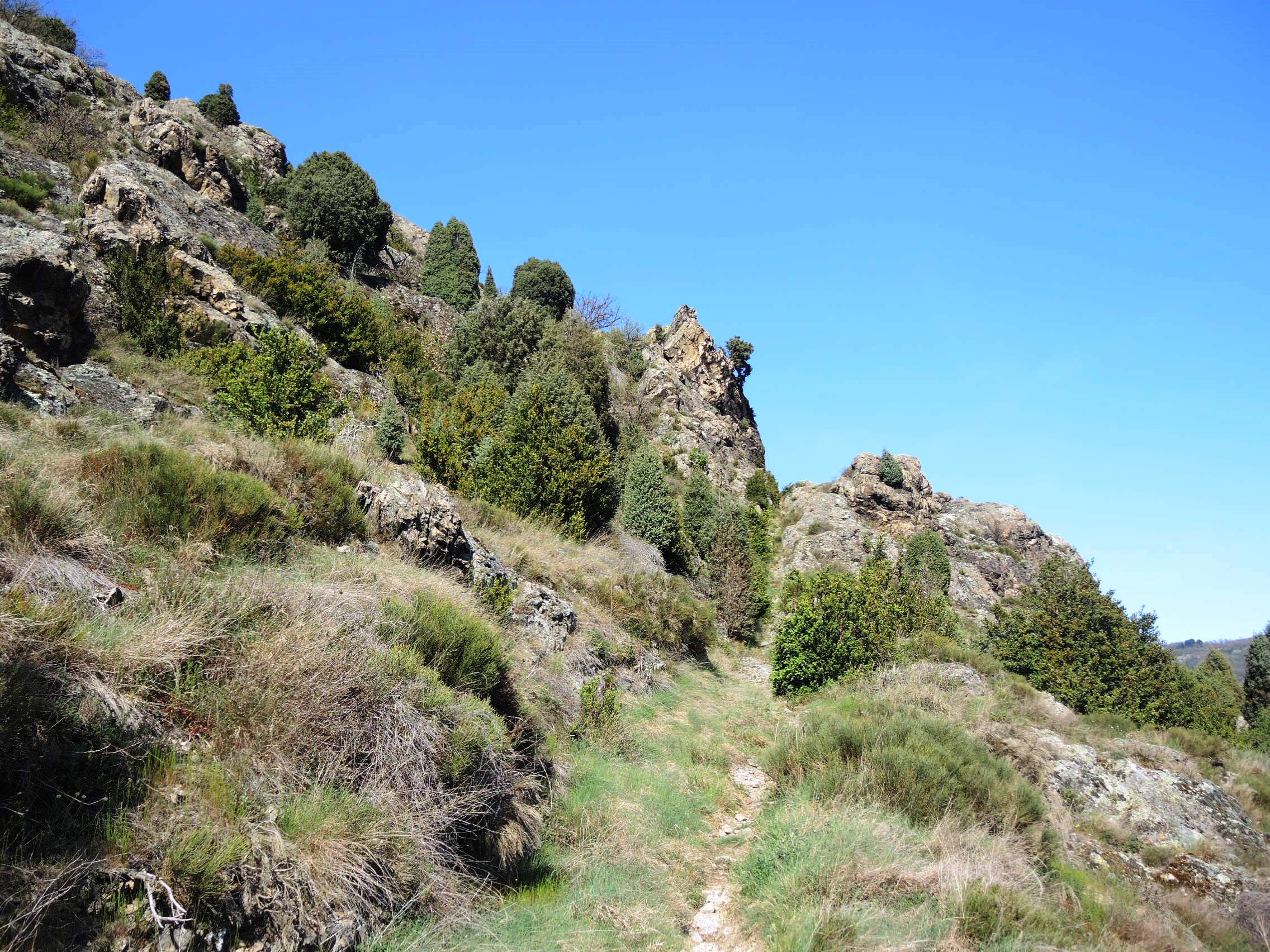
Revirand: une colline à végétation méridionale.
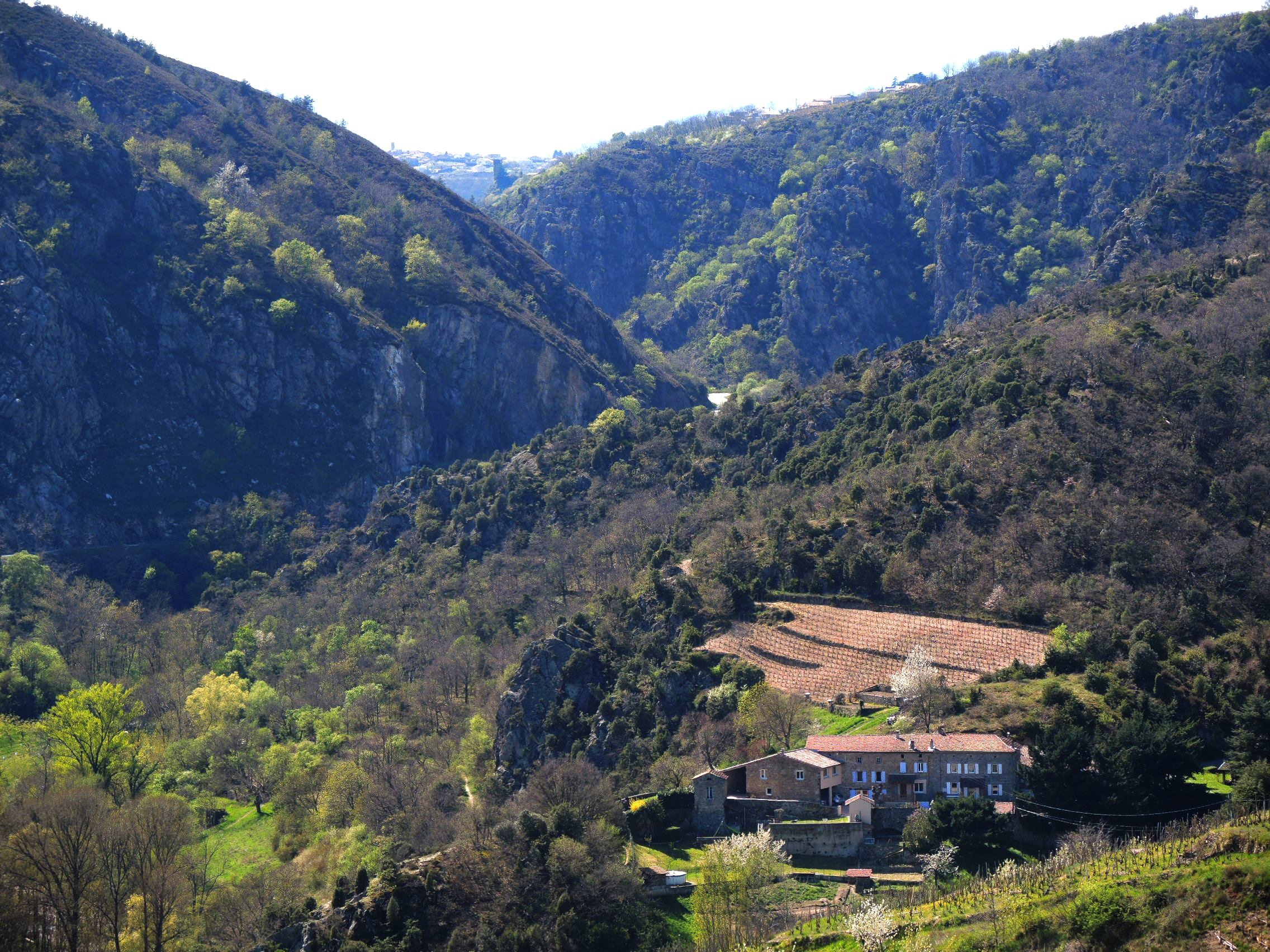
Les gorges sauvages de l'Ay.
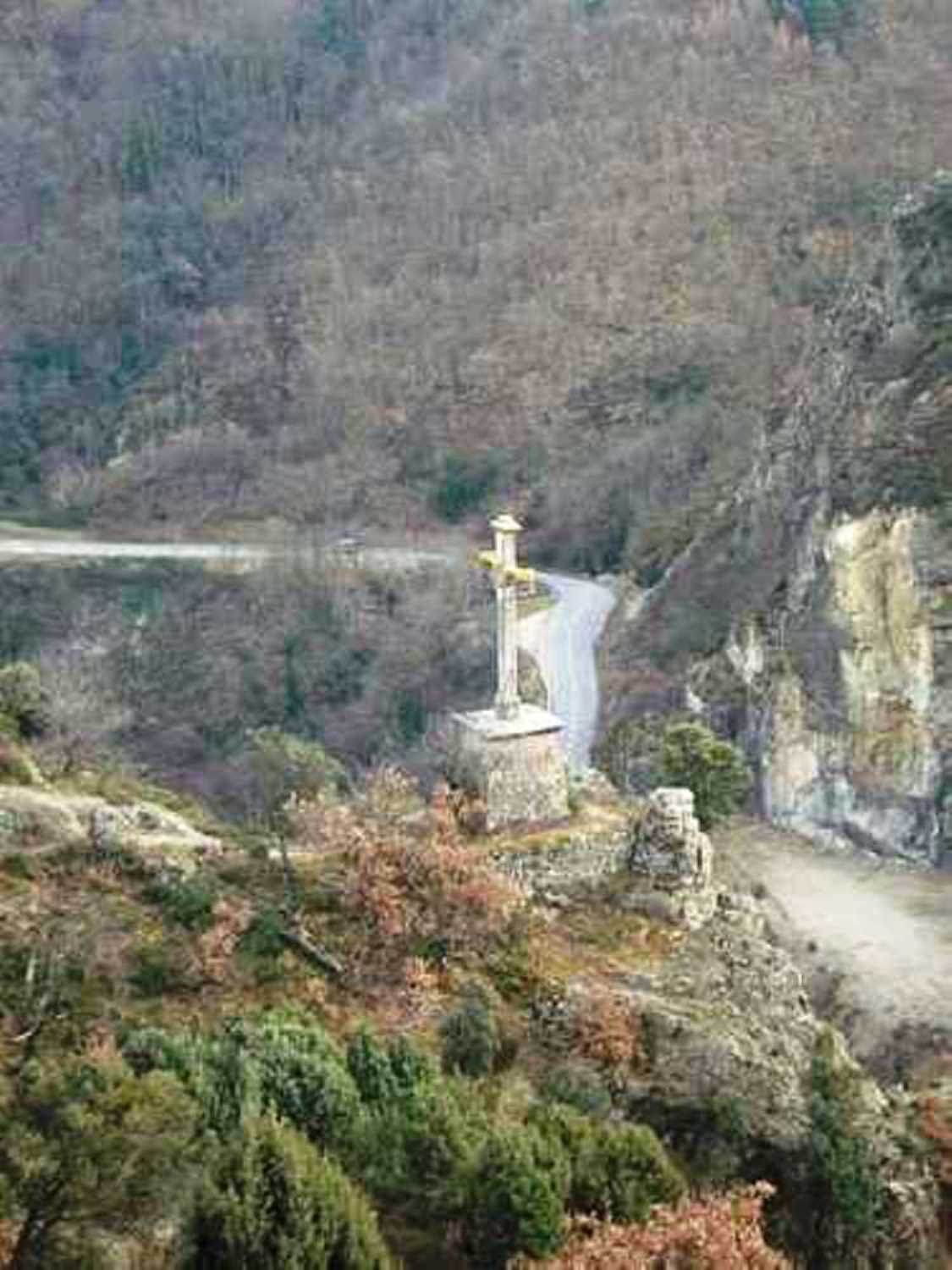
La croix qui domine la chapelle, dans les gorges de l'Ay.

### Personnalités liées à la commune
- Ange de Saint-Priest (1799-1877), écrivain français né à Sarras.

### Héraldique
| Blason de Sarras | Blason  | De gueules au pont isolé d'une seule arche d'or en chef soutenu à dextre d'une grappe de raisin au naturel feuillée de deux pièces d'or et à senestre d'un abricot d'or, à la champagne d'azur haussée à senestre et chargée de trois poissons au naturel brochant perpendiculairement sur une tierce alésée ondée d'argent posée dans le sens de la partition. |
| Blason de Sarras | Détails | Adopté par la municipalité. |